# Pouliční umění

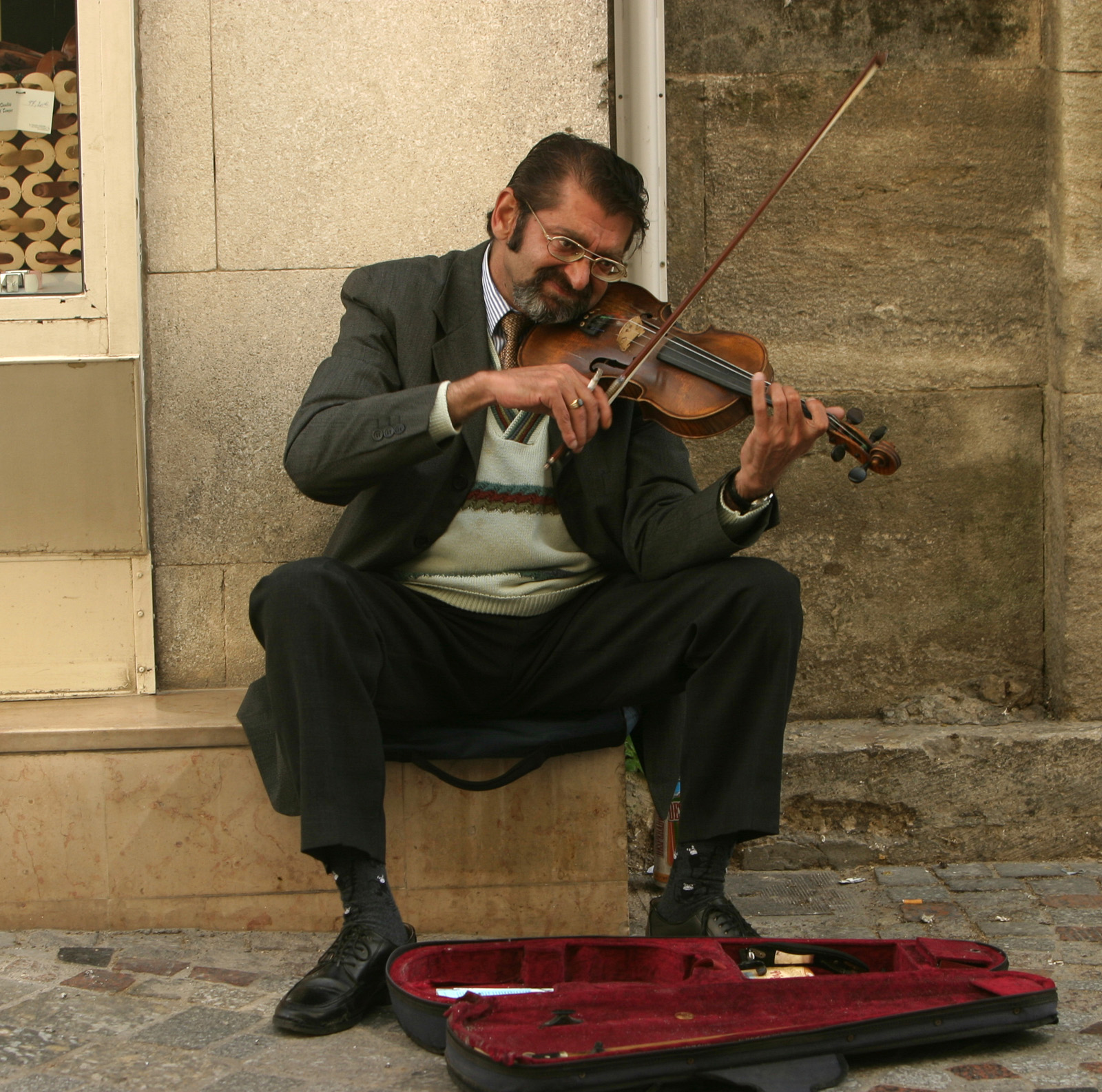
Houslista v Arles, Francie

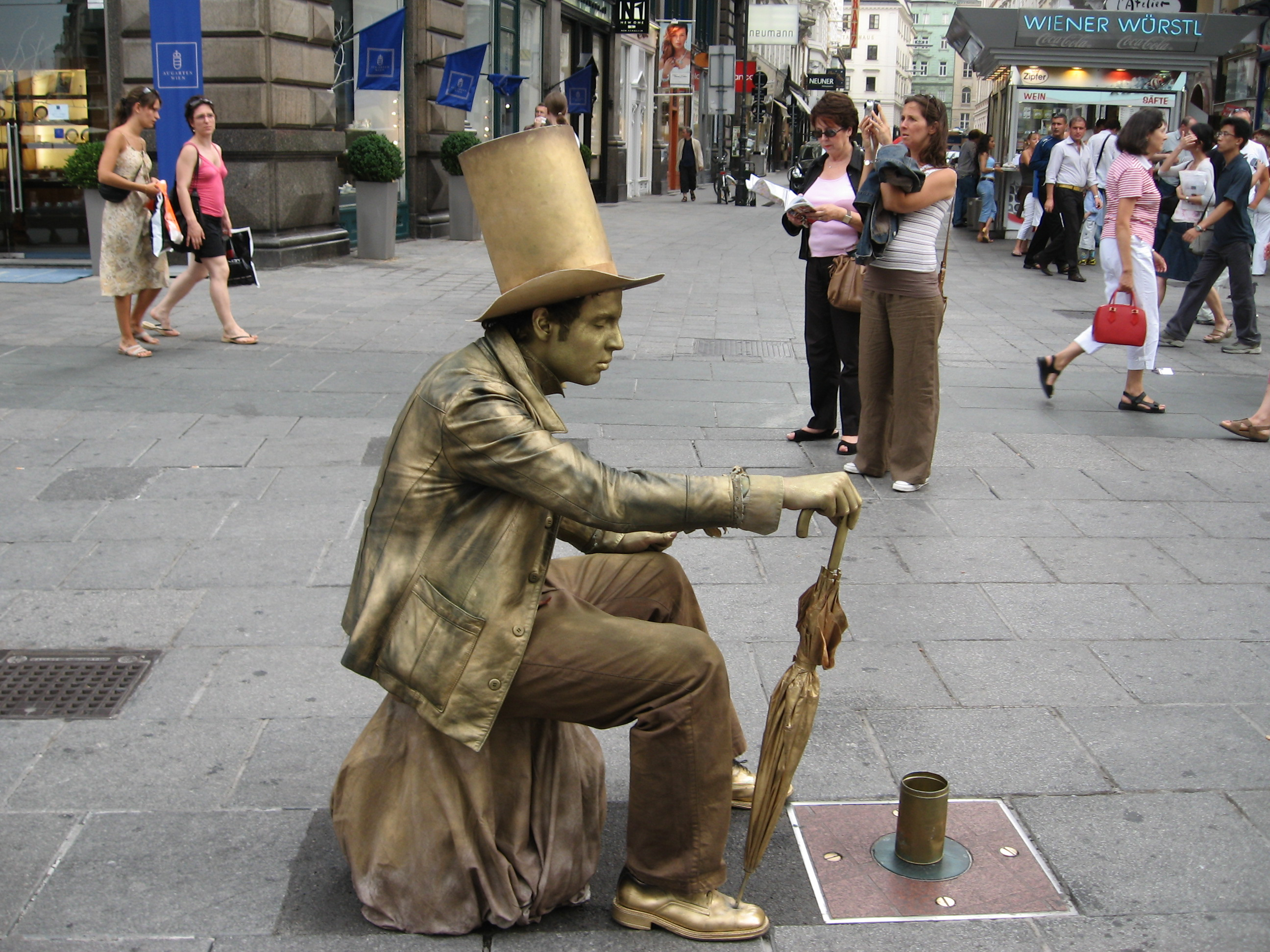
Živá socha ve Vídni, Rakousko

Pouliční umění (anglicky busking; jednotlivý umělec je busker) je označení pro jakékoli umělecké vystupování – ať už hudební, divadelní či třeba artistické – na veřejných prostranstvích spojené s odměnou od veřejnosti. Kolemjdoucí většinou hází drobné mince do přistaveného klobouku, krabičky či pouzdra od hudebního nástroje.
Nejčastěji se lze setkat s hudební produkcí (většinou akustickou), ale dělat se dá prakticky cokoli zajímavého či zábavného, co lidé rádi ocení: akrobacie, tanec, polykání ohně či mečů, žonglování, kouzelnictví, loutkoherectví, pantomima, recitace. V mnoha zemích není pouliční umění úřady regulováno vůbec, či jenom částečně, v některých zemích či městech je naopak potřeba získat speciální povolení, jinak hrozí vystupujícím pokuty.